# Aldeia da Mata
Aldeia da Mata é uma povoação portuguesa sede da Freguesia de Aldeia da Mata do Município do Crato, freguesia com 37,28 km² de área e 313 habitantes (censo de 2021), tendo, por isso, uma densidade populacional de 8,4 hab./km².
Situa-se a 8 km de distância do Crato.
Tem por orago São Martinho.
A freguesia do Monte da Pedra foi-lhe anexada em 1881.

## Demografia
Nota: Nos anos de 1882 a 1900 tinha anexada a freguesia de Monte da Pedra (decreto de 18/10/1881).
A população registada nos censos foi:
| Distribuição da População por Grupos Etários | Distribuição da População por Grupos Etários | Distribuição da População por Grupos Etários | Distribuição da População por Grupos Etários | Distribuição da População por Grupos Etários |
| -------------------------------------------- | -------------------------------------------- | -------------------------------------------- | -------------------------------------------- | -------------------------------------------- |
| Ano                                          | 0-14 Anos                                    | 15-24 Anos                                   | 25-64 Anos                                   | > 65 Anos                                    |
| 2001                                         | 29                                           | 27                                           | 181                                          | 245                                          |
| 2011                                         | 22                                           | 15                                           | 137                                          | 200                                          |
| 2021                                         | 22                                           | 15                                           | 102                                          | 174                                          |

## Património
- Anta da Aldeia da Mata ou Tapadão 1
- Anta dos Penedos de São Miguel
- Necrópole Romana da "Lage do Ouro"
- Cruzeiros do século XVII
- Igreja Matriz
- Painel de Azulejos da Ermida de S.Miguel
- Ponte Romana da Ribeira do Salto